# The Chromatica Ball
The Chromatica Ball bylo stadionové turné americké zpěvačky Lady Gaga, pořádané k propagaci její šesté studiové desky. Vydání  alba, které bylo původně naplánováno na 10. dubna 2020, bylo kvůli pandemii covidu-19 přesunuto na 29. května 2020. Jednalo se o vůbec první plně stadionové turné v kariéře zpěvačky.

## Ohlášení turné
Dne 5. března 2020 bylo ohlášeno prostřednictvím sociálních sítí nové turné s první částí zastávek v Evropě. Poté se od srpna turné mělo přesunout do Severní Ameriky. Po zrušení turné v roce 2020 bylo ohlášeno prostřednictvím sociálních sítí 7. března 2022 nové turné s novými zastávkami.

## Setlist
1. Bad Romance
2. Just Dance
3. Poker Face
4. Alice
5. Replay
6. Monster
7. 911
8. Sour Candy
9. Telephone
10. LoveGame
11. Babylon
12. Free Woman
13. Born This Way
14. Shallow
15. Always Remember Us This Way
16. 1000 Doves
17. Fun Tonight
18. Enigma
19. Stupid Love
20. Rain on Me
21. Hold My Hand

## Seznam vystoupení
| Datum                           | Město                | Stát                 | Místo                     | Návštěvnost               | Výdělek              |
| První etapa - Evropa            | První etapa - Evropa | První etapa - Evropa | První etapa - Evropa      | První etapa - Evropa      | První etapa - Evropa |
| ------------------------------- | -------------------- | -------------------- | ------------------------- | ------------------------- | -------------------- |
| 17.červnece 2022                | Düsseldorf           | Německo              | Merkur Spiel-Arena        | 45,722 / 45,722           | $4,027,543           |
| 21.červnece 2022                | Stockholm            | Švédsko              | Friends Arena             | 34,934 / 34,934           | $3,540,732           |
| 24.července 2022                | Paříž                | Francie              | Stade de France           | 78,866 / 78,866           | $7,844,680           |
| 26.července 2022                | Arnhem               | Nizozemsko           | GelreDome                 | 30,267 / 30,267           | $3,250,525           |
| 29.července 2022                | Londýn               | Spojené království   | Tottenham Hotspur Stadium | 86,508 / 86,508           | $9,638,047           |
| 30.července 2022                | Londýn               | Spojené království   | Tottenham Hotspur Stadium | 86,508 / 86,508           | $9,638,047           |
| Druhá etapa - Severní Amerika   |                      |                      |                           |                           |                      |
| 6.srpna 2022                    | Toronto              | Kanada               | Rogers Centre             | 47,864 / 47,864           | $5,080,623           |
| 8.srpna 2022                    | Washington, D.C.     | USA                  | Nationals Park            | 35,920 / 35,920           | $4,885,864           |
| 11.srpna 2022                   | East Rutherford      | USA                  | MetLife Stadium           | 53,155 / 53,155           | $8,412,348           |
| 15.srpna 2022                   | Chicago              | USA                  | Wrigley Field             | 43,019 / 43,019           | $6,905,799           |
| 19.srpna 2022                   | Boston               | USA                  | Fenway Park               | 38,267 / 38,267           | $5,704,636           |
| 23.srpna 2022                   | Arlington            | USA                  | Globe Life Field          | 38,056 / 38,056           | $5,365,094           |
| 26.srpna 2022                   | Atlanta              | USA                  | Truist Park               | 36,140 / 36,140           | $5,392,573           |
| 28.srpna 2022                   | Hershey              | USA                  | Hersheypark Stadium       | 30,678 / 30,678           | $4,277,892           |
| Třetí etapa - Asie              |                      |                      |                           |                           |                      |
| 3.září 2022                     | Tokio                | Japonsko             | Belluna Dome              | 66,706 / 66,706           | $11,442,626          |
| 4.září 2022                     | Tokio                | Japonsko             | Belluna Dome              | 66,706 / 66,706           | $11,442,626          |
| Čtrvrtá etapa - Severní Amerika |                      |                      |                           |                           |                      |
| 8.září 2022                     | San Francisco        | USA                  | Oracle Park               | 38,275 / 38,275           | $7,387,434           |
| 10.září 2022                    | Los Angeles          | USA                  | Dodger Stadium            | 51,344 / 51,344           | $9,355,562           |
| 13.září 2022                    | Houston              | USA                  | Minute Maid Park          | 33,779 / 33,779           | $4,004,039           |
| 17.září 2022                    | Miami                | USA                  | Hard Rock Stadium         | 44,298 / 44,298           | $5,878,508           |
| Celkem                          | Celkem               | Celkem               | Celkem                    | 833 798 / 833 798 (100 %) | $112 394 525         |